# Erick Lonnis
Erick Lonnis Bolaños (Turrialba, 9 settembre 1965) è un ex calciatore costaricano, di ruolo portiere.

## Carriera

### Club
Ha esordito in massima serie costaricana il 22 luglio 1990.

### Nazionale
Ha debuttato il 13 dicembre 1992 contro St. Vincent. Ha detenuto il record di portiere con più presenze nella Nazionale della Costa Rica, record successivamente acquisito da Keylor Navas.